# Bronzen Penseel
Vlag en Wimpel was tot 2022 een eervolle vermelding voor Nederlandstalige kinderboeken. De Vlag en Wimpels werden jaarlijks door de CPNB toegekend op voordracht van de jury van de Gouden en Zilveren Griffels en de jury van Gouden en Zilveren Penselen. Vanaf 2022 worden in plaats van Vlag en Wimpels Bronzen Griffels en Bronzen Penselen uitgereikt. De naamsverandering is bedoeld ter onderstreping van het doel van deze prijzen: het onder de aandacht brengen van de beste kinderboeken.
De CPNB wil met deze prijzen het publiek een leidraad geven bij de keuze van goede kinderboeken. Alle bekroningen worden toegekend aan de beste kinderboeken van het voorafgaande jaar. De Vlag en Wimpels werden door de CPNB in 1980 ingesteld. 
De Penseeljury kiest sinds 1973 jaarlijks uit een groot aantal kinder- en jeugdboeken van uitgevers in het Nederlandse en Vlaamse taalgebied de boeken met de beste illustraties. De Bronzen Penselen kunnen in aanvulling op de Zilveren Penselen in elke categorie toegekend worden, tot een maximum van vijf bekroningen per categorie.

## Winnaars Bronzen Penselen

### 2022[2]
Categorie Geïllustreerde kinderboeken
- Toen Jonas in de walvis zat, illustrator Sylvia Weve (Uitgeverij Gottmer)
- Tintelvlinders en pantoffelhelden, illustrator Sanne te Loo (Em. Querido’s Uitgeverij)
- Smaakspoken, illustrator José Luis García Lechner (Uitgeverij Volt)

Categorie Informatieve boeken 
- Het botenboek, illustrator Jan Van Der Veken (Uitgeverij Lannoo)
- Rekenen voor je leven, illustrator Floor de Goede (Uitgeverij Nieuwezijds)
- Als een boom, illustrator Felicita Sala (Uitgeverij Luitingh-Sijthoff)

Categorie Geïllustreerde jeugdboeken 
- Noem me Nathan, illustrator Quentin Zuttion (Em. Querido’s Uitgeverij)
- Jij mag alles zijn, illustrator Linde Faas (Uitgeverij Prometheus)
- Honden voor het leven, illustrator Martijn van der Linden (Uitgeverij Mozaïek)

Categorie Prentenboeken
- Ik ben Pippi niet!, illustrator Yvonne Jagtenberg (Uitgeverij Gottmer)
- Het hart van het meisje, illustrator Tim Van den Abeele (Uitgeverij De Eenhoorn)
- Machtige Min, illustrator Melissa Castrillón (Uitgeverij BOYCOTT)

## Winnaars Vlag en Wimpel (van de Penseel- en paletjury)

### 2021[3]
Prentenboeken
- Migranten – Issa Watanabe
- Waar is iedereen – Tom Schamp

Geïllustreerde kinderboeken
- Het geheim van de tuin – Floor Rieder
- Keizer Ei – Karst – Janneke Rogaar
- Sala en Monk. Ons samen – Hedy Tjin

Geïllustreerde jeugdboeken
- Helden. De mooiste Griekse mythen herverteld – Sebastiaan Van Doninck
- Muizen en mensen – Rébecca Dautremer
- Over dames en tassen – Mylo Freeman

Informatief
- Atlas van expedities en ontdekkingsreizigers – Bernardo P. Carvalho
- Hoe alles begon – Adriaan Bijloo
- Huis vol lekkers – Felicita Sala

Geweigerd
- Charlotte Dematons weigert Vlag en Wimpel voor Alfabet.

### 2020[4]
Prentenboeken
- Marit Törnqvist voor ‘Alles gaat slapen want nu is het nacht’
- Annemarie van Haeringen voor ‘De dag waarop de draak verdween’
- Mark Janssen voor ‘Stop! Monsters!’

Geïllustreerde kinderboeken
- Delphine Perret voor ‘Björn en de wijde wereld’
- Thé Tjong-Khing voor ‘Vos en haas – een bos in het boef’

- Kitty Crowther voor ‘De weglopers’

Geïllustreerde jeugdboeken
- Shaun Tan voor ‘Cicade’
- Isabelle Arsenault voor ‘Jane, de vos en ik’

Informatief
- De onbekende ontdekkingsreiziger voor ‘De onbekende ontdekkingsreiziger’
- Maartje Kuiper voor ‘Poëzie Hardop’
- Marieke Nelissen voor ‘Beestachtige buren’

### 2019[5]
prentenboeken
- Als Verdriet op bezoek komt – Eva Eland (Leopold)
- De wolf, de eend en de muis – Jon Klassen (Gottmer)
- Het meisje en haar zeven paarden – Nooshin Safakhoo (Querido)

geïllustreerde kinderboeken
- Een indiaan als jij en ik – Martijn van der Linden (Leopold)
- Laat een boodschap achter in het zand – Annemarie van Haeringen (Querido)
- Zo kreeg Midas ezelsoren. De mooiste Metamorfosen – Sylvia Weve (Gottmer)

geïllustreerde jeugdboeken
- Eh… – Paul Faassen (De Harmonie)
- Jij begint – Alette Straathof (Luitingh-Sijthoff)
- Verhalen uit de binnenstad – Shaun Tan (Querido)

informatief
- Bij de beesten af – Anke Kuhl (Gottmer)
- Het mysterie van niks en oneindig veel snot – Floor Rieder (Lemniscaat)
- Kijken voor kinderen – Rose Blake (Lemniscaat)

### 2018[6]
- Anne, het paard en de rivier - Wouter Klootwijk, ill. Enzo Pérès-Labourdette (Leopold)
- Binnenstebinnen: röntgenfoto´s van dieren - Jan Paul Schutten, ill. Arie van ´t Riet (Gottmer)
- Dino´s bestaan niet - Mark Janssen (Lemniscaat)
- Driehoek - Mac Barnett, ill. Jon Klassen (Gottmer)
- En toen De Stijl - Joost Swarte (Leopold)
- Kleine broer en de saxofoon, de olifant, de wolf en het paard - Øyvind Torseter (De Harmonie)
- Kleine nachtverhalen - Kitty Crowther (De Eenhoorn)
- Van wie is die staart? - Joukje Akveld, ill. Martijn van der Linden (Gottmer)
- Voor papa - Daan Remmerts de Vries, ill. Marije Tolman (Hoogland & Van Klaveren)
- De vos en de ster - Coralie Bickford-Smith (Christofoor)
- Het wonderlijke insectenboek - Bart Rossel, ill. Medy Oberendorff (Lannoo)

### 2017
- Jan Toorop, het lied van de tijd - Kitty Crowther (Leopold)
- De tuinman van de nacht - Terry Fan (Leopold)
- Wauw pauw - Yoko Heiligers (Marmer)

### 2016
- Avonturen van Odysseus - diverse illustratoren (Hoogland & Van Klaveren)
- Schobbejacques en de 7 geiten - Merlijne Marell (Loopvis)
- Stem op de okapi - Martijn van der Linden, tekst Edward van de Vendel (Querido)

### 2015
- Doodgewoon - Sylvia Weve(Gottmer)
- In volle vaart - Cruschiform (Rubinstein)
- Vreemde vogels, bizarre beesten - Adrienne Barman (Querido)

### 2014
- Dit is Oele - Imme Dros, ill. Ingrid Godon (Querido)
- Nul is een raar getal - Tekst en ill. Henriëtte Boerendans (Gottmer)
- Van licht en donker: tegenstellingen - Xavier Deneux (Clavis)

### 2013
- Meneertje Streepjespyjama in New York - Frédérique Bertrand (tekst Michaël Leblond, Clavis)
- Buurman leest een boek - Koen Van Biesen (De Eenhoorn)
- Vriendjes - Mies van Hout (Lemniscaat)

### 2012
- Annemarie van Haeringen in: Tamara Bos - Papa, hoor je me? (Leopold)
- Wouter van Reek in: Keepvogel en Kijkvogel in het spoor van Mondriaan (Leopold)
- Mathilde Stein in: Dorine de Vos - Juffrouw van Zanten en de zeven rovers (Lemniscaat)

### 2011
- 18 Nederlandse illustratoren in: Nicolaas Matsier - Avonturen van Baron von Münchhausen (Hoogland & Klaveren)
- Tjalling Houkema - De staart van meneer Kat (Gottmer)
- Wendy Panders in: Marjet Huiberts - Roodkapje was een toffe meid (Gottmer)

### 2010
- Philip Hopman in: Daan Remmerts de Vries - Voordat jij er was (Querido)
- Sieb Posthuma in: Marjet Huiberts - Aadje Piraatje (Gottmer)
- Loes Riphagen in: Huisbeestenboel (De Fontein)

### 2009
- Sebastiaan van Doninck in : Ludwien Veranneman - Mijn eerste dierenopgroeiboek: kriebeldieren (Davidsfonds/Infodok)
- Nathalie Faber (concept) en Matthijs Immink (foto´s) in: Binnendingen (Gottmer)
- Piet Grobler in: Koos Meinderts en Harrie Jekkers - Ballade van de dood (Lemniscaat)
- Shaun Tan, De aankomst (Querido)
- Catharina Valckx in: Otto spaart schelpen (De Harmonie)
- Fiel van der Veen in: Harm de Jonge - Tjibbe Tjabbes´ wereldreis (Van Goor)

### 2008
- Wolf Erlbruch - De eend, de dood en de tulp (Querido)
- Audrey Poussier - Mijn trui (Van Goor)
- Marije Tolman in: Elle van Lieshout en Erik van Os - Mejuffrouw Muis en haar heerlijke huis (Lemniscaat)

### 2007
- Ceseli Josephus Jitta in: Lola en de leasekat (Zirkoon)
- Patrick McDonnell in: Het allermooiste cadeau (Lemniscaat)
- Sylvia Weve in: Kip en ei (Hillen)

### 2006
- Natali Fortier in: Minne - Waar ik van hou (Lannoo)
- Yvonne Jagtenberg - Balotje en het paard (Leopold)
- Isabelle Vandenabeele in: Pieter van Oudheusden - Mijn schaduw en ik (De Eenhoorn)

### 2005
- Sieb Posthuma - Peter en de Wolf, naverteld door Paul de Leeuw (Gottmer)
- Rotraut Susanne Berner - Al mijn later is met jou, samenstelling Edward van de Vendel (Querido)
- Wolf Erlbruch - Waarom jij er bent (Querido)

### 2004
- Gerda Dendooven in: Elvis Peeters - Meneer Papier is verscheurd (De Eenhoorn)
- Sebastiaan Van Doninck in: Edward van de Vendel - Het Woei (De Eenhoorn)
- Fleur van der Weel in: Edward van de Vendel - Superguppie (Querido)

### 2003
- Goele Dewanckel - Ik verveel me nooit (De Eenhoorn)
- Klaas Verplancke - Djuk. Het kolenpaard van Fort Lapijn (Lannoo)

### 2002
- Jutta Brouwer in: Opa en het geluk (Querido)
- Bertand Dubois in: Francis Parisot - De winkel van meneer Leopold (Luister)
- Sieb Posthuma - Rintje (Lemniscaat)

### 2001
- Hans de Beer in: Burny Bos - Alexander de Grote (De Vier Windstreken)
- Ian Falconer - Olivia (Ploegsma)
- Ingrid Godon in: André Sollie - Wachten op Matroos (Querido)

### 2000
- Norman Junge in: Ernst Jandl - Vijfde zijn (Ploegsma)
- Ceseli Josephus Jitta in: Geertje Gort - Jan Jappie en de Veelvraat (Zirkoon)

### 1999
- Rotraut Susanne Berner in: Hans Magnus Enzensberger - De telduivel (De Bezige Bij)
- Marijke ten Cate in: José Stroo - Altijd tijger (Clavis)
- Thé Tjong-Khing in: Sylvia vanden Heede - Vos en haas (Lannoo)

### 1998
- Gerda Dendooven in: Daniil Charms - Nietes welles (Querido)
- Johanna Kang in: Jo Hoestland - Sterren horen aan de hemel (Ludion)
- Sylvia Weve in: Magische tekens (Leopold)

### 1997
- Wolf Erlbruch in: Valerie Dayre - Ik ruik kindervlees (Querido)
- Daan Remmerts de Vries in: Ted van Lieshout - Mijn tuin, mijn tuin (Querido)

### 1996
- Quentin Blake in: Het clowntje (De Fontein)
- Emma Chichester Clark in: Laura Cecil - Kobus (Zirkoon)
- Jaap de Vries in: De koning en de koningin (Moon Press)

### 1995
- Annemarie van Haeringen in: Op hoge poten (Leopold)
- Philip Hopman in: Tjibbe Veldkamp - Temmer Tom (Ploegsma)
- Marit Törnqvist in: Astrid Lindgren - In Schemerland (Ploegsma)

### 1994
- Patsy Backx - Het verhaal van Stippie en Jan (Jenny de Jonge)
- Lucy Cousins - Het huis (Leopold)

Informatief:
- Stephen Biesty - Slagschip (Zirkoon)

### 1993
- David MacKee - Zebra heeft de hik (Leopold)
- Tony Ross in: De ridder die bang was in het donker (Sjaloom)
- Ralph Steadman - Quasi muis (Big Balloon)

### 1992
- Annemarie en Margriet Heymans - De prinses van de moestuin (Querido)
- Anna Höglund - Eerst was er het donker (Querido)
- Wim Hofman - In de stad (Van Holkema & Warendorf)

### 1991
- Gerard Berends in: Waaien, hard waaien (Querido)
- Geerten ten Bosch in: Verse bekken (Querido)
- Harrie Geelen - Gijs en zijn hond Flop (Van Goor)

### 1990
- Tony Ross - De schat van het blauwe huis (Altamira)
- Max Velthuijs - Kikker is verliefd (Leopold)
- Sylvia Weve in: Lastige portretten (De Harmonie)

### 1989
- Anna Höglund in: De Jaguar (Querido)
- Joke van Leeuwen - We zijn allang begonnen, maar nu begint het echt (Querido)
- Angela de Vrede in: Eten is weten (Meulenhoff Informatief)

### 1988
- Hans de Beer in: Een ijsbeer in de tropen (De Vier Windstreken)
- Posy Simmonds - Fred (De Harmonie)
- Gabrielle Vincent - Brammert en Tissie vieren Kerstmis (Lemniscaat)

### 1987
- Käthi Bhend in: De Zevenslaper (Christofoor)
- Quentin Blake in: De Giraffe, de Peli en Ik (Fontein)
- Quentin Blake in: De kluizenaar en de beer (Fontein)
- Harriët van Reek - De avonturen van Lena lena (Querido)

### 1986
- Rotraut Susanne Berner in: Een indiaan in de appelboom (Sjaloom)
- Michael Foreman - Ik breng je naar Alie Modderman (Lemniscaat)
- Janosch - De Kikkerkoning (Casterman)
- Arnold Lobel - Sprinkhaan op stap (Ploegsma)
- Gisela Neumann in: Humbug (Sjaloom)
- Tony Ross - Towser en het gekke gezicht (De Harmonie)
- Joost Swarte - Niet zo, maar zo (De Harmonie)
- Max Velthuijs - De eend en de vos (Leopold)

### 1985
- Quentin Blake in: De heksen (Fontein)
- Raymond Briggs - De Verschrikkelijke Blikjes-Generaal en de Oude IJzeren Dame (Van Holkema & Warendorf)
- Arnold Lobel - Een jaar bij Kikker en Pad (Ploegsma)
- Tony Ross - Ik kom je opeten! (Van Holkema & Warendorf)
- Tony Ross - Towser en Sadie´s verjaardag (De Harmonie)
- Thé Tjong-Khing - Hoor je wat ik doe? (Omniboek)
- Thé Tjong-Khing - Het Witte Herten Park (Querido)

### 1984
- Jean Dulieu - Paulus en de toverhoed (Leopold)
- Helme Heine - Het allermooiste ei (Gottmer)
- Theo Olthuis in: Een hele grote badkuip vol (Querido)
- Mance Post in: Het geheim van Toet-Mu-Is III (Querido)
- Lidia Postma - Klein Duimpje (Lemniscaat)
- Ingrid en Dieter Schubert - Ik kan niet slapen (Lemniscaat)

### 1983
- Quentin Blake in: Gruwelijke rijmen (Fontein)
- Jean Dulieu - Paulus en het beest van Ploemanàc (Leopold)
- Helme Heine - Dikke vrienden (Gottmer)
- Annemie en Margriet Heymans - De gele draad (Kosmos)
- Arnold Lobel - Oom olifant (Ploegsma)
- Dieter Schubert - Ravestreken (Lemniscaat)
- Thé Tjong-Khing in: De dieren van het Duitenbos (Querido)
- Sylvia Weve in: Wie verliefd is gaat voor (De Harmonie)

### 1982
- Jean Dulieu - Paulus en de insekten (Leopold)
- Philippe Dumas - Waar kom je vandaan? (Van Holkema & Warendorf)
- Russell Hoban / Quentin Blake - Restaurant de Twintig Olifanten (De Harmonie)
- Helen Oxenbury - Babyboekjes. 5 dln. (Gottmer)
- Michael Rosen / Quentin Blake - Pak me dan als je kan (Querido)
- Ingrid en Dieter Schubert - Helemaal verkikkerd (Lemniscaat)
- Maurice Sendak - In de nachtkeuken (Ploegsma)
- Peter Spier - Mensen, mensen wat een mensen (Lemniscaat)

### 1981
- John Burningham - De boodschappenmand (Van Holkema & Warendorf)
- Etienne Delessert - Ontmoeting met de natuur (Van Reemst)
- Michael Foreman - De tijger die zijn strepen kwijt was (De Harmonie)
- Lio Fromm - Achter de witte bergen (Kosmos)
- Tatjana Hauptmann - Een dag uit het leven van Ringelore Krul (Ploegsma)
- Annemie Heymans - De kleine wereldreis van Bas en Joke (Kosmos)
- Janosch - Vooruit, we gaan schatgraven (Lotus)
- Jef Koning - Brutus de muizenvanger (Omniboek)
- Arnold Lobel - Bij uil thuis (Ploegsma)
- Ingrid en Dieter Schubert - Er ligt een krokodil onder mijn bed! (Lemniscaat)
- Thé Tjong-Khing - Een krekel voor de keizer (Querido)
- Fiep Westendorp - Otje (Querido)

### 1980
- Bert Bouman / Karel Eykman - Het verhaal van Johannes en wat hij zag in zijn dromen (Zomer & Keuning)
- Mance Post - Ik woonde in een leunstoel (Querido)